# Naturligt tal
 Der er for få eller ingen kildehenvisninger i denne artikel, hvilket er et problem. Du kan hjælpe ved at angive troværdige kilder til de påstande, som fremføres i artiklen.

I matematikken er et naturligt tal enten et positivt heltal (1, 2, 3, ...) eller et ikke-negativt heltal (0, 1, 2, ...). Den første definition benyttes ofte af talteoretikere, mens den anden ofte benyttes af mængdeteoretikere, logikere og dataloger.
Mængden af naturlige tal betegnes {\displaystyle \mathbb {N} } (Unicode ℕ) af de fleste matematikere, uanset om de benytter den første eller sidste definition. Talteoretikere betegner desuden mængden af ikke-negative heltal {\displaystyle \mathbb {N} _{0}} eller {\displaystyle \mathbb {N} \cup \{0\}}.
Til mængden af naturlige tal er knyttet et mindste element, nemlig tallet 1 (eller 0, efter definition). Da vi endvidere kan definere en ordning på tallene, er de naturlige tal en velordnet mængde. Endvidere gælder induktionsprincippet i de naturlige tal.
De naturlige tal med deres egenskaber er fundamentale for al matematik. Af de naturlige tal kan vi konstruere de hele tal; af disse kommer de rationale tal og f.eks. ved fuldstændiggørelse af disse opstår de reelle tal. I de reelle tal har vi nu supremumsegenskaben, som er fundamental for al analyse.
Naturlige tal er også udgangspunktet for algebra i mere konkret forstand.